# Ioan Istrate
Ioan Istrate je bio rumunjski general i vojni zapovjednik.
Rođen je u Tecuciju u Moldaviji. Tijekom vojne karijere predaje u Školi za topništvo, a u razdoblju od 1892. do 1897. s činom bojnika obnaša dužnost pobočnika kralja Karla I. U studenom 1909. imenovan je načelnikom Glavnog stožera rumunjske vojske koju dužnost obnaša do ožujka 1911. kada ga na tom mjestu zamjenjuje Vasile Zottu.
Godine 1913. postaje zapovjednikom 9. divizije, dok na početku rata s činom brigadnog generala zapovijeda 7. divizijom koja se nalazila u sastavu 4. armije kojom je zapovijedao Constantin Prezan. Navedenom divizijom zapovijeda do studenog 1916. kada je imenovan zapovjednikom grupe divizija koje su sačinjavale 7. divizija, 2. konjička divizija, Divizija Lambru, te Grupa generala Iancovescua. Predmetnom grupom divizija zapovijeda do 19. prosinca 1916. kada preuzima zapovjedništvo nad V. korpusom. Na čelu V. korpusa nalazi se do siječnja 1918. kada preuzima zapovjedništvo nad VI. korpusom zamijenivši na tom mjestu Eremiju Grigorescua. Nakon što je VI. korpus rasformiran, u svibnju 1918. vraća se na mjesto zapovjednika V. korpusa kojim zapovijeda do rujna 1918. godine. 

## Vanjske poveznice
(rum.) Ioan Istrate na stranici Zf.ro